# الهندرو لمبو
الهندرو لمبو (انگلیسی: Alejandro Lembo؛ زادهٔ ۱۵ فوریهٔ ۱۹۷۸) یک بازیکن فوتبال اهل اروگوئه است.
وی همچنین در تیم ملی فوتبال اروگوئه بازی کرده‌است.